# Tama Potaka

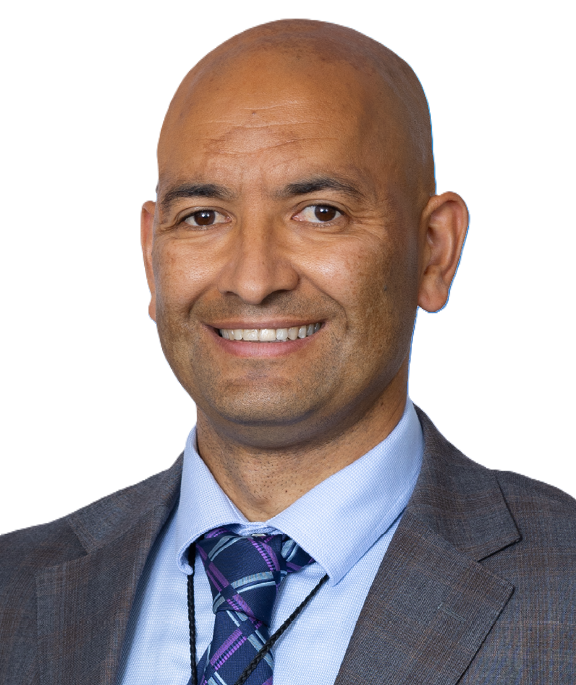
Tama Potaka (2023)

Tama Potaka (* 1976 in Raetihi, im Ruapehu District der Region Manawatū-Whanganui) ist ein neuseeländischer Politiker der New Zealand National Party. Er ist Māori und zählt zu dem Iwi (Stamm) der Ngāti Rangi auf der Nordinsel von Neuseeland.

## Leben
Potaka wurde als Sohn von Tauaiti Pehitāne Potaka, der aus der Gegend Mōkai Pātea und Rangitīkei stammte, und seiner Mutter Johanna James, deren Eltern aus Ōpunake, Taranaki kam, im Jahr 1968 geboren. Seine Familie lebte zu der Zeit in Makaranui, einer kleinen Siedlung zwischen Ohakune und Raetihi. Potaka hat eine Schwester und einen Bruder.
Er besuchte eine Vorschule für Jungen in Marton und dann ab 1989 das Te Aute College in Pukehou im Central Hawke's Bay District. 1993 wurde Potaka der beste Māori-Sekundarschüler Neuseelands. Anschließend ging Potaka nach Wellington um dort an der Victoria University of Wellington zu studieren. Zwischendurch verdiente er sich mit Arbeiten in Schafställen, mit Rasen mähen und Heu bearbeiten, doch nach insgesamt fünf Jahren schloss er  sein Studium an der Universität mit einem Bachelor of Laws mit Auszeichnung und einem Bachelor in Politikwissenschaft und Māori-Studies ab.
Mit Unterstützung der Victoria University Foundation, der Wellington District Law Society und geliehenem Geld studierte er schließlich an der Columbia Law School der Columbia University in New York City.

## Berufliche Karriere
Potaka legt an der Universität in New York die Anwaltsprüfung ab und bekam einen Job bei der Anwaltskanzlei Simpson, Thacher & Bartlet in der Stadt. Doch die westlichen Art der Rechtsprechung im Vergleich zu der Lebensphilosophie in der Māori-Kultur, der er sich nach wie vor sehr verbunden fühlte, brachte ihn schließlich dazu, wieder nach Neuseeland zurückzukehren und in seiner angestammten Whānau (angestammte Großfamilie) zu leben.
In Neuseeland arbeitete er für die Anwaltskanzlei Rudd, Watts and Stone (heute  Minter Ellison), beim Lake Taupō Fund und bei der Kanzlei Bell Gully. Anschließend arbeitete er sieben Jahre lang für die Tainui Group Holdings als General Manager für den Corporate Service und war danach als Senior Advisor beim New Zealand Superannuation Fund tätig. 2020 wurde er zum Vorstandsvorsitzenden des Ngāi Tai ki Tāmaki Trust gewählt und wurde ein Jahr später einer von vier Verhandlungsführern für die Mōkai Pātea Treaty of Waitangi Klage.

## Politische Karriere
Politisch engagierte sich Potaka für die National Party und gewann überraschend die Nachwahl im Wahlbezirk Hamilton West für die er am 10. Dezember 2020 antrat. Bei einer mit 31,15 % äußerst geringen Wahlbeteiligung gewann Potaka den Wahlkreis mit 46,17 % (6974) der abgegebenen Stimmen, gegenüber 30,06 % (4541) für den Kandidaten der Labour Party.
Ergebnisse des Wahlkreises Hamilton West:
| Wahljahr | Direktkandidat | Stimmen | Partei         | Stimmen |
| -------- | -------------- | ------- | -------------- | ------- |
| 2022     | Tama Potaka    | 46,17 % |                |         |
| 2023     | Tama Potaka    | 46,04 % | National Party | 41,19 % |

Im Jahr 2017 verlor die National Party ihre Regierungsmehrheit an die New Zealand Labour Party, die unter Jacinda Ardern eine Koalitionsregierung bilden konnte. 2023 war diese Mehrheit für Labour dahin und mit dem guten Abschneiden der National Party, konnte Christopher Luxon mit seiner Partei über eine Drei-Parteien-Koalition eine Regierung bilden, deren Teil Potaka mit vier Ministerämtern wurde (siehe nachfolgend).

### Ministerämter in der Regierung Luxon
Mit der Regierungsbildung vom 27. November 2023 übernahm Potaka folgende Ministerämter:
| Minister                                        | vom               | bis     |
| ----------------------------------------------- | ----------------- | ------- |
| Minister of Conservation                        | 27. November 2023 | aktuell |
| Minister for Māori Crown Relations: Te Arawhiti | 27. November 2023 | aktuell |
| Minister for Māori Development                  | 27. November 2023 | aktuell |
| Minister for Whānau Ora                         | 27. November 2023 | aktuell |
| Associate Minister of Housing (Social Housing)  | 27. November 2023 | aktuell |

Quelle: Department of the Prime Minister and Cabinet